# Trilogy (album Christ Agony)
Trilogy – piąty album studyjny polskiej grupy blackmetalowej Christ Agony. Wydawnictwo ukazało się w 1998 roku nakładem wytwórni muzycznej Pagan Records. Nagrania zostały zarejestrowane w olsztyńskim Selani Studio w listopadzie 1997 roku we współpracy z producentem muzycznym Andrzej Bombą. Utwory "Unvirtue Diabolical", "Faithless", "Necro'no'manticism" i "Prophetical part III" pochodzą z wydanego w 1992 roku dema Epitaph of Christ. Kompozycje zostały nagrana w marcu 1992 roku w Pro-Studio w Olsztynie.

## Lista utworów
Opracowano na podstawie materiału źródłowego.
| Nr  | Tytuł utworu           | Autorzy                      | Długość |
| --- | ---------------------- | ---------------------------- | ------- |
| 1.  | „Spell of Death”       | Cezary "Cezar" Augustynowicz | 02:49   |
| 2.  | „Hellspawn”            | Cezary "Cezar" Augustynowicz | 03:09   |
| 3.  | „Eternal Desires”      | Cezary "Cezar" Augustynowicz | 05:33   |
| 4.  | „Hail Darkness!”       | Cezary "Cezar" Augustynowicz | 03:02   |
| 5.  | „Dying Star”           | Cezary "Cezar" Augustynowicz | 02:16   |
| 6.  | „Elysium”              | Cezary "Cezar" Augustynowicz | 04:51   |
| 7.  | „Downfall”             | Cezary "Cezar" Augustynowicz | 02:58   |
| 8.  | „Unvirtue Diabolical”  | Cezary "Cezar" Augustynowicz | 08:04   |
| 9.  | „Faithless”            | Cezary "Cezar" Augustynowicz | 06:48   |
| 10. | „Necro'no'manticism”   | Cezary "Cezar" Augustynowicz | 06:26   |
| 11. | „Prophetical part III” | Cezary "Cezar" Augustynowicz | 06:58   |
|     |                        |                              | 52:54   |

## Twórcy
Opracowano na podstawie materiału źródłowego.
| - Cezary "Cezar" Augustynowicz - gitara prowadząca, wokal prowadzący, produkcja - Jarosław "Blackie" Mielczarek - gitara basowa, wokal wspierający - Maciej "Gilan" Liszewski - perkusja - Marek "Mark" Kutnik - gościnnie instrumenty klawiszowe | - Andrzej "Andy" Bomba - produkcja, inżynieria dźwięku - Krzysztof Lutostański - okładka, oprawa graficzna - Mariusz Maciej Rodziewicz - zdjęcia - Jacek Wiśniewski - dizajn |